# (20540) Marhalpern
(20540) Marhalpern (1999 RV86) – planetoida z pasa głównego asteroid okrążająca Słońce w ciągu 4,56 lat w średniej odległości 2,75 j.a. Odkryta 7 września 1999 roku.